# Rzeki (Świślina)
Rzeki – przysiółek wsi Świślina w Polsce, położony w województwie świętokrzyskim, w powiecie starachowickim, w gminie Pawłów.
W latach 1975–1998 przysiółek administracyjnie należała do województwa kieleckiego.